# Robert Adams (fotógrafo)
Robert Adams (Orange, 8 de mayo de 1937) es un fotógrafo estadounidense.
Estudió secundaria en la Wheat Ridge High School de Colorado y después la licenciatura en literatura inglesa en la Universidad de Redlands en California, doctorándose en 1965 en la Universidad del Sur de California de Los Ángeles. Entre 1962 y 1970 se dedicó a la enseñanza, pero a partir de 1967 comenzó a trabajar como escritor y fotógrafo independiente, abandonando la docencia. Al regresar a su tierra natal se dedicó a fotografiar los cambios que el desarrollo urbanístico creaba en su entorno.
En 1971 realizó su primera exposición personal. Una de sus series más conocidas aparecen publicadas en 1974 con el título The New West: Landscapes along the Colorado Front Rage (El nuevo Oeste: Paisajes a lo largo del Colorado Front Rage). La primera serie en la que incorpora la figura humana como elemento central la publicó en 1984 con el título Our Lives and Our Children: Photographs Taken Near the Rocky Flats Nuclear Weapons Plant (Nuestras vidas y nuestros niños: Fotografías realizadas cerca del laboratorio de armas nucleares de Rocky Flats) donde aborda la vida de las personas en las proximidades de una fábrica de armas nucleares. En su vertiente literaria escribió Beauty in Photography: Essays in Defense of Traditional Values (La belleza en la fotografía:Ensayos en defensa de los valores tradicionales) en 1981.
Su obra realizada en blanco y negro, se encuentra distribuida en importantes colecciones, pero su primera exposición retrospectiva en Europa se ha celebrado en 2013, en el Museo Nacional Centro de Arte Reina Sofía. Ha recibido diversos premios a su trabajo fotográfico, entre los que se incluyen el Premio Charles Pratt Memorial en 1987 y el Premio Internacional Spectrum de fotografía en 1995. 